# Bankia (geslacht)
Bankia is een geslacht van tweekleppigen uit de familie van de Teredinidae. De wetenschappelijke naam ervan werd in 1842 voor het eerst geldig gepubliceerd door Gray.

## Soorten
- Bankia anechoensis Roch, 1929
- Bankia australis (Calman, 1920)
- Bankia bagidaensis Roch, 1929
- Bankia barthelowi Bartsch, 1927
- Bankia bipalmulata (Lamarck, 1801)
- Bankia bipennata (W. Turton, 1819)
- Bankia brevis (Deshayes, 1863)
- Bankia campanellata Moll & Roch, 1931
- Bankia carinata (J.E. Gray, 1827)
- Bankia cieba Clench & R. D. Turner, 1946
- Bankia destructa Clench & R. D. Turner, 1946
- Bankia fimbriatula Moll & Roch, 1931
- Bankia fosteri Clench & R. D. Turner, 1946
- Bankia gouldi (Bartsch, 1908)
- Bankia gracilis Moll, 1935
- Bankia insularis Munari, 1979
- Bankia martensi (Stempell, 1899)
- Bankia neztalia R. D. Turner & McKoy, 1979
- Bankia nordi Moll, 1935
- Bankia orcutti Bartsch, 1923
- Bankia philippinensis Bartsch, 1927
- Bankia rochi Moll, 1931
- Bankia setacea (Tryon, 1863)
- Bankia zeteki Bartsch, 1921